# Confederación Nacional de Comunidades del Perú Afectadas por la Minería
La Confederación Nacional de Comunidades del Perú Afectadas por la Minería (CONACAMI, en quítxua Qhuyakunap Waqllisqan Ayllukuna Piruw Mamallaqta Tantanakuy) és una organització de drets indígenes peruana amb un enfocament en la defensa dels drets dels pobles indígenes que viuen en comunitats properes a futurs projectes miners a gran escala. L'organització intenta protegir-los contra els possibles impactes negatius de la mineria. De les 6.000 comunitats del Perú, 3200 experimenten efectes negatius de les indústries extractives. CONACAMI és una organització nacional que dona suport a les 19 organitzacions regionals. Aquests gestionen els conflictes específics entre comunitats indígenes i empreses mineres.

## Finalitats
CONACAMI intenta protegir els pobles indígenes i les seves comunitats contra els impactes negatius de les indústries extractives. Aquests impactes inclouen els mediambientals, com la contaminació de l'aigua amb mercuri, cianur i metalls pesants, la contaminació de l'aire, inclosa la intoxicació per plom, residus sòlids i altres. També hi ha impactes socials que inclouen, entre d'altres, la violació dels drets humans en el procés de presa de decisions, la immigració de demandants d'ocupació a la comunitat, els problemes de salut dels treballadors i accidents mortals. En tercer lloc els possibles impactes culturals com la pèrdua o el canvi en els mitjans de subsistència tradicionals, la destrucció o el dany del patrimoni cultural i la pertorbació dels llocs naturals sagrats, principalment a causa de la mineria a cel obert. L'exlíder de CONACAMI, Miguel Palacín, va explicar aquest impacte final en una entrevista el 2005 com: "Obrir un pou a la muntanya més alta, l'Apu, és com arrencar un forat a la catedral de Lima als catòlics". [4]
Amb els impactes negatius descrits, també hi ha aspectes positius positius de la mineria, que inclouen noves oportunitats laborals, infraestructures i serveis millorats i diferents programes de patrimoni social, ambiental o cultural establerts per les empreses mineres i/o les autoritats regionals. Però aquests possibles impactes positius sobre les comunitats locals sovint continuen sent promeses que no es compleixen. Les comunitats afectades invoquen el Convenció 169 de l'OIT sobre pobles indígenes i tribals per argumentar que tenen dret al consentiment gratuït, previ i informat (FPIC) a activitats que afecten la seva vida.
CONACAMI preveu la idea andina del sumaq kawsay, traduïda del quítxua com viure bé, en oposició al concepte occidental de neoliberalisme.Reclama una manera de viure en què les persones, les comunitats i el medi ambient estiguin en harmonia i es respectin mútuament, en què es comptin no sols els drets de l'home, sinó també els de la Mare Terra (Pachamama). Una persona o un grup de persones no haurien d'obtenir beneficis a costa d'un altre, en què l'altre podria ser una altra persona o un altre grup de persones, així com el medi ambient.

## Història
CONACAMI es va fundar l'octubre de 1999 en una reunió amb representants de més de 1200 comunitats peruanes A causa del neoliberalisme de la política d'Alberto Fujimori (1990-2000), les activitats mineres van créixer sense prestar atenció a les comunitats locals. Els impactes negatius de les activitats mineres sobre aquestes comunitats indígenes van ser importants i els anys 1997 i 1998 van iniciar la seva resistència, cosa que va acabar donant lloc a la fundació de CONACAMI. En els seus primers anys d'existència, l'organització va reunir coneixement sobre els problemes, va incorporar la situació a l'agenda política i va tenir el seu primer gran èxit a Tambogrande, on després d'anys de resistència el govern peruà va cancel·lar el projecte miner com a conseqüència d'un referèndum.
Al principi, l'organització va proposar una comunicació bilateral amb les empreses mineres, però al Segon Congrés Nacional del 2003 es va decidir adoptar un enfocament diferent. Ara l'organització rebutja les pràctiques mineres i neoliberals en el seu conjunt. A més, es van convertir en una confederació indígena i ara se centren en la defensa dels drets dels pobles indígenes.
Durant els anys es va fer evident que els conflictes eren massa nombrosos, cosa que va fer que CONACAMI no pogués coordinar tots els conflictes. Per tant, en el Tercer Congrés Nacional (2005) ava decidir centrar-se en donar consells, coneixements i eines a l'organització regional per tal de donar-los la capacitat de resoldre els problemes a nivell regional.
CONACAMI va començar amb la globalització a través d'afiliacions amb altres organitzacions indígenes, com l'organització boliviana CONAMAQ i ECUARUNARI de l'Equador. Entre aquestes organitzacions es van compartir coneixements i experiències. El juliol del 2006, CONACAMI va cofundar la CAOI (Coordinadora Andina de Organizaciones Indígenas) en la qual es reuneixen múltiples organitzacions indígenes de Colòmbia, Equador, Perú, Bolívia i Xile. L'octubre de 2009 CONACAMI va celebrar el seu 10è aniversari i va organitzar juntament amb les seves organitzacions afiliades el Minga Global en defensa de la mare terra i els seus pobles (12-16 d'octubre).

## Organitzacions regionals
CONACAMI és una organització paraigua en la qual s'organitzen 19 organitzacions regionals. La majoria es diu CORECAMI (Coordinadora Regional de Comunitats Afectades per la Mineria), que els fa reconèixer com a afiliats a CONACAMI.
Perú del Nord
- FEPROCCA (Federación Provincial de Comunidades de la Provincia de Ayabaca) - Piura
- Frente de Defensa del Medio Ambiente de Carmen de la Frontera - Piura
- CORECAMI – Ancash

Perú Central
- FERECCNPA (Federación Regional de Comunidades Campesinas y Nativas de Pasco) - Pasco
- CORECAMI – Pasco
- CORECAMI – Junín
- Red Ambiental y Territorial del Valle Dorado de los Andes - Junín
- CREDEMAV (Coordinadora Regional de Defensa del Medio Ambiente y la Vida) del Callao - Lima
- CORECAMI – Oyon
- CORECAMI – Ica
- Comunidad Campesina de Quispillacta - Ayacucho
- CORECAMI – Huancavelica
- CODICAMI – Secclla (Coordinadora Distrital de Comunidades Afectados por la Minería) - Huancavelica

Perú del Sud
- CORECAMI – Apurimac
- CORECAMI – Arequipa
- CORECAMI – Moquegua
- CORECAMI – Cuzco
- CORECAMI – Tacna
- CORECAMI – Puno